# Vaccinium shaferi
Vaccinium shaferi är en ljungväxtart som beskrevs av Acuna och Roig. Vaccinium shaferi ingår i Blåbärssläktet, och familjen ljungväxter. Inga underarter finns listade i Catalogue of Life.